# Ceropegia jainii
Ceropegia jainii ist eine Pflanzenart aus der Unterfamilie der Seidenpflanzengewächse (Asclepiadoideae).

## Merkmale

### Vegetative Merkmale
Ceropegia jainii ist eine aufrecht wachsende, nur 6 bis 10 cm hohe und nicht windende krautige, ausdauernde Pflanze. Die Triebe sind unverzweigt, spärlich behaart und verkahlen im Alter. Sie besitzt eine annähernd kugelige bis abgeflachte Wurzelknolle von 2 bis 3 cm Durchmesser. Aus einer Knolle wächst in der Regel nur ein Trieb, seltener auch zwei Triebe. Die kurz gestielten, gegenständigen Blätter sind elliptisch bis länglich-elliptisch geformt, und zwei bis 4 cm lang und 0,5 bis 1 cm breit. Die Blattstiele sind ein bis zwei Millimeter lang und behaart. Die Blattoberseiten und die Ränder sind grün und behaart, die Unterseiten sind mit Ausnahme der Blattadern blass und kahl.

### Blütenstand und Blüten
Der kurz gestielte Blütenstand enthält nur eine Blüte; der Stiel ist 4 bis 6 mm lang und behaart oder auch weitgehend kahl. Die Tragblätter messen 1,5 bis 2 mm in der Länge. Die zwittrigen Blüten sind zygomorph und fünfzählig mit doppelter Blütenhülle. Die Kelchblätter sind 2,5 mm lang, gestreckt und kahl; Die fünf Kronblätter sind in der unteren Hälfte zu einer außen glatten Kronröhre (Sympetalie) verwachsen. Die Blütenkrone insgesamt ist bis 2 cm lang (hoch), die Basis ist zum sog. Kronkessel angeschwollen. Dieser ist eiförmig, ca. 5 mm lang und erreicht einen Durchmesser von 5 mm (etwa die Hälfte der Gesamtlänge der Kronröhre i. w. S.). Er geht kontinuierlich in die eigentliche Kronröhre über, die an der dünnsten Stelle auf 3 mm im Durchmesser eingeengt ist. Sie erweitert sich trichterförmig zur Blütenöffnung hin. Der Bereich des Kronkessels ist grünlich gefärbt, die eigentliche Kronröhre purpurfarben. Der Kronkessel ist innen unbehaart. Der Trichter ist innen auf hellgrünem Grund und mit rotvioletten Streifen versehen. Die purpurfarbenen Kronblattzipfel sind linealisch, 9 bis 10 mm lang und mit den Spitzen zu einer eiförmigen bis annähernd kugeligen, etwa 7 mm im Durchmesser betragenden, käfigartigen Struktur verwachsen. Es gibt auch Formen mit losen, nicht verwachsenen Zipfeln. Die Lamina sind entlang der Längsachse leicht nach außen umgeschlagen; an der eiförmig-dreieckigen Basis sind sie innen mit steifen, weißen Haaren besetzt. Die ungestielte Nebenkrone ist an der Basis tassenförmig verwachsen. Die dreieckigen interstaminalen Zipfel entspringen aus dem oberen Rand des Verwachsungsbereiches der Nebenkrone. Sie sind tassenförmig, ca. 1,5 mm lang und am äußeren Ende tief eingeschnitten, zwei dreieckige Fortsätze bildend, die behaart sind. Die staminalen Zipfel sind 2,5 mm lang, linealisch bis leicht löffelförmig und neigen sich über dem Gynostegium zusammen. Dieses ist ca. 2 mm lang (hoch).

### Ähnliche Arten
Die Art ist nahe mit Ceropegia pusilla verwandt. Beide Arten sind relativ kleine Pflanzen. Bei Ceropegia pusilla sind die Blätter linealisch und im Durchschnitt auch etwas länger. Die Blütenkrone ist ebenfalls etwas länger, dafür ist der Kronkessel relativ kürzer; er beschränkt sich auf das untere Drittel der Kronröhre. Die Kronblattzipfel sind bei Ceropegia pusilla kahl, und die interstaminalen Zipfel sind auch nur mit feinen Zilien besetzt.

### Früchte und Samen
Früchte und Samen sind nicht bekannt.

## Geographische Verbreitung
Die Art ist im indischen Bundesstaat Maharashtra beheimatet. Der Holotypus, das einzige bisher beschriebene Exemplar stammt von Ambolighat im Ratnagiri-Distrikt. Die Art scheint weiter verbreitet zu sein, wie einige im Internet publizierte Bilder zeigen.

## Taxonomie
Die Art wird sowohl von der "Plant List" als auch der "Ceropegia Checklist" als gültiges Taxon akzeptiert.

## Belege